# アラン・ブッシュ
アラン・ブッシュ（Alan Bush, 1900年12月22日 - 1995年10月31日）は、イギリスの作曲家、ピアニスト、音楽教育者である。マルクス主義者としても知られ、その思想は彼の作品に色濃く反映されている。

## 生涯と教育
ブッシュは1900年12月22日、ロンドンに生まれた。ハイゲート校で学んだ後、王立音楽アカデミーに進み、音楽教育を受けた。その後ベルリンへ留学し、音楽学と哲学を修める。作曲をジョン・アイアランドに師事し、ピアノをベンノ・モイセイヴィチとアルトゥール・シュナーベルに学んだ。

## 音楽家としての活動と教育者としてのキャリア

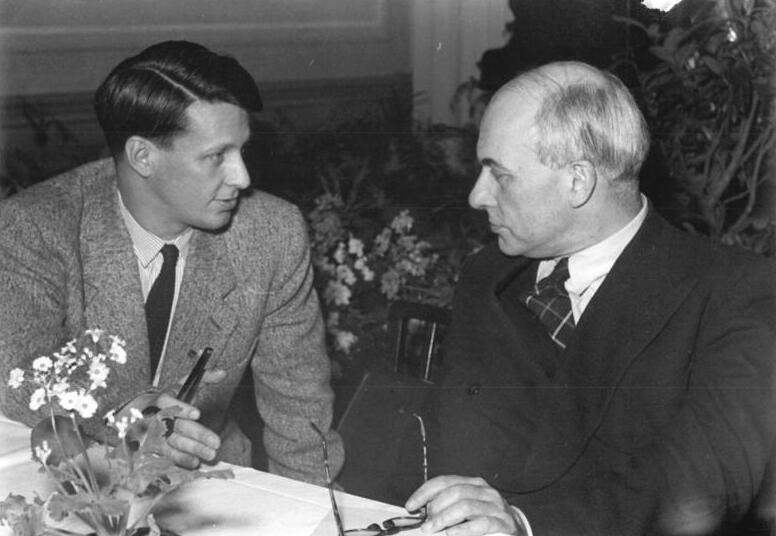
アラン・ブッシュ（右）（1952年）

1925年から1978年まで、ブッシュは母校である王立音楽アカデミーで教鞭を執った。彼の教え子の中には、マイケル・ナイマンなどがいる。

## 政治思想と作品
ブッシュは熱心なマルクス主義の支持者であった。彼はロンドン労働者合唱連盟の指揮者を務め、1936年からは労働者音楽連合の議長を務めた。彼の政治思想は、その音楽作品に強く影響を与えている。
代表作の一つであるオペラ『ワット・タイラー』（1948年-1950年）は、イングランドの農民反乱を題材としたもので、彼の思想的立場を明確に示している。また、彼のピアノ協奏曲には、最終楽章に共産主義的なテキストに基づく男声合唱が用いられている。

## 主要作品
ブッシュの作品には、以下のものが挙げられる。
- 交響曲:
  - 交響曲第1番 ハ調
  - 交響曲第2番「ノッティンガム」
  - 交響曲第3番「バイロン」
  - 交響曲第4番「ラスコー」
- 協奏曲:
  - ピアノ協奏曲
  - ピアノと管弦楽のための「イギリスの海の歌による変奏曲、夜想曲とフィナーレ」
- オペラ:
  - 『ワット・タイラー』（1948年-1950年）

## 死去
ブッシュは1995年10月31日にワトフォードで死去した。94歳であった。

## 文献
- Richard Stoker, ‘Bush, Alan Dudley (1900–1995)’, Oxford Dictionary of National Biography, Oxford University Press, 2004